# Yasunori Kato
Yasunori Kato(加藤 保憲, Katō Yasunori) è l'antagonista principale della serie di romanzi storico/fantasy Teito monogatari scritti da Hiroshi Aramata.
Compare in tutti i libri della serie inclusi gli spin-off

## Origini
Kato è un potente Onmyoji, appartenente alla stirpe delle popolazioni indigene che abitavano il Giappone prima dell'arrivo del popolo Yamato. Incarnazione stessa dell'odio e dello spirito di vendetta dei suoi antenati nei confronti dell'Impero Giapponese, il suo scopo ultimo è la distruzione della città di Tokyo.

## Abilità e poteri
Questo stregone possiede un vasto talento nell'arte dell'Omnyodo. Indossa sempre guanti sul cui dorso è tracciato il Doman Seiman, il simbolo associato ad Abe Seimei. Tra le sue capacità vi è quella di evocare Yokai e comandare un grande numero di Shikigami. Kato è inoltre abile nell'uso della katana, ed è in grado di controllare la mente di altre persone tramite l'utilizzo di Kodoku, e di cambiare illusoriamente il proprio aspetto.
Kato non sembra invecchiare e si è dimostrato in grado di rigenerare il proprio corpo anche dopo aver subito ferite apparentemente mortali.

## Aspetto
Yasunori Kato è un uomo molto alto e magro con la pelle di colore pallido, il viso fortemente allungato e occhi di colore giallo.
Nel corso del diciannovesimo secolo si è infiltrato nell'Esercito Imperiale Giapponese, ed anche in seguito appare quasi sempre con indosso l'uniforme da ufficiale.

## Curiosità
Yasunori Kato è un personaggio molto popolare in Giappone, ed ha ispirato numerosi personaggi in manga, anime e videogiochi, per lo più antagonisti.
Ad esempio, il personaggio della serie di videogiochi Street Fighter, M. Bison, e il protagonista del videogioco Shin Megami Tensei: Devil Summoner: Raidou Kuzunoha vs. The Soulless Army, Raidou Kuzunoha, sono direttamente ispirati a Kato sia nell'estetica che nei poteri (Raidou Kuzunoha è il primo personaggio su di lui basato che non sia un antagonista).
Kato compare nel film diretto da Takashi Miike The Great Yokai War, di cui Hiroshi Aramata è uno degli sceneggiatori.

## Apparizioni

### Romanzi
- Teito Monogatari (1985-1989)
- Teito Monogatari Gaiden (1995)
- Teito Gendan (1997)
- Shin Teito Monogatari (2001)
- Teito Monogatari Iroku (2001)

### Teatro
- Teito Monogatari (1985) produzione del Tokyo Grand Guignol

### Film
- Tokyo: The Last Megalopolis (Titolo italiano Megalopolis: la maledizione di Tokyo) (1988)
- Tokyo: The Last War (1989)
- Teito Monogatari Gaiden (1995)
- The Great Yokai War (2005)

### Manga
- BABYLON TOKYO (1987)
- Teito Monogatari (1987)
- Teito Monogatari: TOKIO WARS (1989)

### Anime
- Megalopolis (1991-1992)